# العلاقات السعودية الباهاماسية
العلاقات السعودية الباهاماسية هي العلاقات الثنائية التي تجمع بين السعودية وباهاماس.

## مقارنة بين البلدين
هذه مقارنة عامة ومرجعية للدولتين:
| وجه المقارنة                                              | السعودية        | باهاماس      |
| --------------------------------------------------------- | --------------- | ------------ |
| المساحة (كم2)                                             | 2.25 مليون      | 13.88 ألف    |
| عدد السكان (نسمة)                                         | 33.00 مليون     | 395.36 ألف   |
| الكثافة السكانية (ن./كم²)                                 | 14.67           | 28.48        |
| العاصمة                                                   | الرياض، الدرعية | ناساو        |
| اللغة الرسمية                                             | اللغة العربية   | لغة إنجليزية |
| العملة                                                    | ريال سعودي      | دولار بهامي  |
| الناتج المحلي الإجمالي (بليون دولار)                      | 683.83 مليار    | 12.16 مليار  |
| الناتج المحلي الإجمالي (تعادل القوة الشرائية) بليون دولار | 1.69 تريليون    | 8.92 مليار   |
| الناتج المحلي الإجمالي الاسمي للفرد دولار أمريكي          | 20.48 ألف       | 22.82 ألف    |
| الناتج المحلي الإجمالي للفرد دولار أمريكي                 | 52.01 ألف       |              |
| مؤشر التنمية البشرية                                      | 0.837           | 0.790        |
| رمز المكالمات الدولي                                      | +966            | +1242        |
| رمز الإنترنت                                              | .sa             | .bs          |
| المنطقة الزمنية                                           | ت ع م+03:00     | 00           |

## منظمات دولية مشتركة
يشترك البلدان في عضوية مجموعة من المنظمات الدولية، منها:
| علم المنظمة | اسم المنظمة                               | تاريخ انضمام السعودية | تاريخ انضمام باهاماس |
| ----------- | ----------------------------------------- | --------------------- | -------------------- |
|             | يونسكو                                    | 4 نوفمبر 1946         | 23 أبريل 1981        |
|             | البنك الدولي للإنشاء والتعمير             | 26 أغسطس 1957         | 21 أغسطس 1973        |
|             | منظمة حظر الأسلحة الكيميائية              | ?                     | ?                    |
|             | الأمم المتحدة                             | 24 أكتوبر 1945        | 18 سبتمبر 1973       |
|             | مؤسسة التمويل الدولية                     | 18 سبتمبر 1962        | 8 ديسمبر 1986        |
|             | المركز الدولي لتسوية المنازعات الاستشارية | 7 يونيو 1980          | 18 نوفمبر 1995       |
|             | وكالة ضمان الاستثمار متعدد الأطراف        | 12 أبريل 1988         | 4 أكتوبر 1994        |
|             | الاتحاد البريدي العالمي                   | ?                     | ?                    |
|             | مؤسسة التنمية الدولية                     | 30 ديسمبر 1960        | 23 يونيو 2008        |
|             | منظمة الشرطة الجنائية الدولية             | 13 يونيو 1956         | ?                    |
|             | الاتحاد الدولي للاتصالات                  | 7 فبراير 1949         | 19 أغسطس 1974        |

## وصلات خارجية
- موقع وزارة الخارجية السعودية